# Giorgio de Chirico
Giorgio de Chirico, född 10 juli 1888 i Volos, Grekland, död 20 november 1978 i Rom, Italien, var en italiensk målare, scenograf, illustratör, grafiker och skulptör. Han är mest känd för sina metafysiska målningar från 1910-talet. Dessa hade avgörande påverkan på två av 1920-talets konstströmningar, den magiska realismen och den surrealistiska rörelsen.

## Verksamhet

### Måleri
Efter konststudier i München, där han hade influerats av bland andra Arnold Böcklin och Max Klinger, flyttade han till Paris 1911. På 1910-talet utförde han de målningar, som han har blivit mest berömd för, de så kallade "metafysiska" målningarna. Dessa framställer sällsamma, pseudoklassiska byggnader i ett överdrivet perspektiv runt tomma torg och hotfulla skulpturer. Den drömliknande stämningen förstärks genom inplaceringen av oväntade föremål, målade med kylig objektivitet.
Chirico betecknas som den kanske främste inspiratören till surrealistiskt måleri. Under tjugotalets första hälft stod han i nära kontakt med rörelsen, ledd av André Breton, men kontakterna blev snart komplicerade genom Chiricos egensinnighet och ovilja att följa andras order. Efter 1925 var förhållandet mellan Chirico och surrealisterna ytterst antagonistiskt.
Chiricos måleri på 1920-talet kännetecknas av målningar med skyltdockor, mekaniska ritinstrument och underliga, spöklika interiörer. Målningarna från denna period räknas till höjdpunkterna inom det moderna, föreställande måleriet. Efter 1929 slog Chirico in på helt nya vägar och utvecklade en maniererad, naturalistisk stil, och från 1933 tog han öppet avstånd från den modernistiska rörelsen. Under senare delen av trettiotalet och fyrtiotalet ägnade han sig i huvudsak åt ett egenartat nybarockt måleri. Han fortsatte emellertid att måla sina metafysiska motiv också under senare delen av sitt liv. Ofta, men inte alltid, i form av repliker av målningar från perioden 1911-1917. Dessa målningar antedaterades stundom — men långt ifrån alltid. På fyrtiotalet inledde han en serie rättsprocesser mot ägare till, förmodligen, helt äkta metafysiska bilder, som han nu hävdade var falska. På sextiotalet inledde han sin "neo-metafysiska" stil, som kännetecknas av en än mer artificiell färgskala än i de tidigare bilderna, samt att den på tiotalet utvecklade metafysiska ikonografin nu även fått drag av Chiricos senare arbeten. Giorgio de Chirico hade bara en elev, målaren Luca Bestetti, som tog privatlektioner i hans hem, och därefter var verksam som illustratör åt fadern Carlo Bestettis förlag.

### Roman
1929 publicerade Chirico en mycket inflytelserik "metafysisk" roman, Hebdomeros (original på franska: Hebdomeros, Editions du Carrefour, Paris 1929. Svensk översättning Torsten Ekbom, Galerie Blanche, 1987), som mottogs med beundran också av konstnärens fiender surrealisterna. Denna bok betraktas idag, ironiskt nog, som ett mästerverk inom surrealistisk litteratur.

## Konfiskeringar av Chiricos verk i Nazityskland
25 augusti 1937 beslagtog propagandaministeriet i Nazityskland vad som fanns av Giorgio de Chirico på tyska museer, därför att det definierades som entartete Kunst och sådant skulle inte finnas i riket. På Museum Folkwang i Essen fanns Selbstbildnis mit Palette / Självporträtt med palett, en temperamålning på duk från 1924. Den fraktades 1938 till Schloss Schönhausens värdedepå för värdering inför en eventuell försäljning utomlands. Där bytte konstsamlaren Emanuel Fohn till sig målningen 1939 okänt mot vad. Tjugo år senare skänktes den till konstmuseet i Winterthur där den fortfarande finns (år 2020). Blad 5 i den fjärde Bauhausutgåvan av en portfolio med "Neue europäische Graphik. Italienische und russische Künstler" (Weimar, 1924) var en litografi av Chirico, kallad Oreste e Pilades (1921). Den konfiskerades tillsammans med hela portfolion på ett flertal museer och förvärvades av konsthandlaren Hildebrand Gurlitt 1941. Proveniensen är okänd därefter.

## Verk (i urval)
- La nostalgia dell'infinito, 1912–1913 (Museum of Modern Art, New York)
- Poetens ovisshet, 1913 (Tate Modern, London)
- Le chant d'amour, 1914 (Museum of Modern Art, New York)
- En gatas mysterium och melankoli, 1914
- Barnets hjärna, 1914 (Moderna museet, Stockholm)
- Profeten, 1914 (Museum of Modern Art, New York)
- Oroande muser, 1918
- I fuochi sacri, 1929

## Representation
Giorgio de Chirico finns representerad vid bland annat Moderna museet, Göteborgs konstmuseum, Ateneum, British Museum, Victoria and Albert  Museum, Metropolitan  Museum, Museum of Modern Art, Kunstmuseum Basel, National Gallery of Australia, Museum Boijmans Van Beuningen, Pinakothek der Moderne, Peggy Guggenheim Collection, Musée d'Art Moderne de la Ville de Paris, Cleveland Museum of Art, Nelson-Atkins Museum of Art, National Gallery of Victoria, Art Institute of Chicago, Philadelphia Museum of Art, San Francisco Museum of Modern Art, Minneapolis Institute of Art, Tate Modern, National Gallery of Art, Saint Louis Art Museum, Yale University Art Gallery, Museum of Fine Arts, Boston och Israel Museum.